# Børn imellem
Børn imellem er en dansk dokumentarfilm fra 1996 instrueret af Jette Kofoed.

## Handling
Tekst mangler, hjælp os med at skrive teksten